# Roland Ulrich
Roland Ulrich (Parnes, Oise, 8 de febrer de 1913 - Boulogne-Billancourt, 11 de maig de 1971) va ser un ciclista francès. Va destacar com a amateur on va guanyar una medalla de plata als Campionats del món en velocitat de 1933 per darrere de Jacques van Egmond.